# Tsuyoshi Watanabe
Tsuyoshi Watanabe (渡辺 剛, Watanabe Tsuyoshi), né le 5 février 1997 à Saitama au Japon, est un footballeur international japonais qui joue au poste de défenseur central au Feyenoord Rotterdam.

## Biographie

### En club

#### FC Tokyo
Watanabe commence sa carrière professionnelle en 2018 au FC Tokyo.

#### KV Courtrai (2021-2023)
Le 28 décembre 2021 il quitte le Japon et rejoint le KV Courtrai jusqu'en 2025. Il devient le premier joueur japonais à porter le maillot courtraisien. Alors qu'il ne dispute que la moitié des rencontres sur la deuxième partie de saison 2021-2022, il ne manque aucune minute des 34 rencontres de la saison régulière 2022-2023. En mai 2023 il est élu meilleur joueur du KV Courtrai de la saison 2022-2023 par les supporters.

#### KAA La Gantoise (2023-2025)
En juin 2023, il s'engage pour 4 ans avec La Gantoise,. Le montant du transfert s'élève à 3,5 millions d'euros.

#### Feyenoord Rotterdam (depuis 2025)
En juillet 2025, il s'engage 4 ans en faveur du Feyenoord Rotterdam pour un montant estimé à 8 millions d'euros.

### En équipe nationale
Le 14 décembre 2019, il fait ses débuts avec l'équipe nationale japonaise lors de la Coupe d'Asie de l'Est de football 2019, contre l'équipe de Hong Kong. Le 1er janvier 2024, il est retenu dans la liste des vingt-six joueurs japonais sélectionnés par Hajime Moriyasu pour disputer la Coupe d'Asie des nations 2023.

## Statistiques

### En club
| Saison                | Club                  | Championnat           | Championnat | Championnat | Coupe nationale | Coupe nationale | Coupe de la Ligue | Coupe de la Ligue | Compétition(s) continentale(s) | Compétition(s) continentale(s) | Compétition(s) continentale(s) | Total | Total |
| Saison                | Club                  | Division              | M.          | B.          | M.              | B.              | M.                | B.                | Comp.                          | M.                             | B.                             | M.    | B.    |
| 2018                  | FC Tokyo B            | J3 League             | 3           | 0           | -               | -               | -                 | -                 | -                              | -                              | -                              | 3     | 0     |
| 2019                  | FC Tokyo B            | J3 League             | 3           | 0           | -               | -               | -                 | -                 | -                              | -                              | -                              | 3     | 0     |
| Sous-total            | Sous-total            | Sous-total            | 6           | 0           | -               | -               | -                 | -                 | -                              | -                              | -                              | 6     | 0     |
| 2019                  | FC Tokyo              | J.League              | 20          | 2           | 2               | 0               | 9                 | 1                 | AFC                            | 7                              | 0                              | 38    | 3     |
| 2020                  | FC Tokyo              | J.League              | 28          | 2           | -               | -               | 3                 | 0                 | -                              | -                              | -                              | 31    | 2     |
| 2021                  | FC Tokyo              | J.League              | 27          | 1           | -               | -               | 7                 | 1                 | -                              | -                              | -                              | 34    | 2     |
| Sous-total            | Sous-total            | Sous-total            | 75          | 5           | 2               | 0               | 19                | 2                 | -                              | 7                              | 0                              | 103   | 7     |
| 2021-2022             | KV Courtrai           | Division 1A           | 7           | 0           | -               | -               | -                 | -                 | -                              | -                              | -                              | 7     | 0     |
| 2022-2023             | KV Courtrai           | Division 1A           | 34          | 1           | 2               | 0               | -                 | -                 | -                              | -                              | -                              | 36    | 1     |
| Sous-total            | Sous-total            | Sous-total            | 41          | 1           | 2               | 0               | -                 | -                 | -                              | -                              | -                              | 43    | 1     |
| 2023-2024             | KAA La Gantoise       | Division 1A           | 26          | 2           | 2               | 0               | -                 | -                 | C4                             | 14                             | 1                              | 42    | 3     |
| Total sur la carrière | Total sur la carrière | Total sur la carrière | 144         | 7           | 6               | 0               | 19                | 2                 | -                              | 21                             | 1                              | 190   | 10    |

### En sélections nationales
| Saison                | Sélection             | Phases finales                | Phases finales | Phases finales | Phases finales | Éliminatoires | Éliminatoires | Éliminatoires | Éliminatoires | Amicaux | Amicaux | Amicaux | Total | Total | Total |
| Saison                | Sélection             | Comp.                         | M.             | B.             | P.d.           | Comp.         | M.            | B.            | P.d.          | M.      | B.      | P.d.    | M.    | B.    | P.d.  |
| --------------------- | --------------------- | ----------------------------- | -------------- | -------------- | -------------- | ------------- | ------------- | ------------- | ------------- | ------- | ------- | ------- | ----- | ----- | ----- |
| 2019-2020             | Japon                 | Coupe d'Asie de l'Est 2019    | 1              | 0              | 0              | -             | -             | -             | -             | -       | -       | -       | 1     | 0     | 0     |
| 2020-2021             | Japon                 | -                             | -              | -              | -              | CdM 2022      | -             | -             | -             | -       | -       | -       | 0     | 0     | 0     |
| 2021-2022             | Japon                 | Coupe d'Asie de l'Est 2022    | -              | -              | -              | CdM 2022      | -             | -             | -             | -       | -       | -       | 0     | 0     | 0     |
| 2022-2023             | Japon                 | Coupe du monde 2022           | -              | -              | -              | -             | -             | -             | -             | -       | -       | -       | 0     | 0     | 0     |
| 2023-2024             | Japon                 | Coupe d'Asie des nations 2023 | 1              | 0              | 0              | CdM 2026      | 1             | 0             | 0             | -       | -       | -       | 2     | 0     | 0     |
| Total sur la carrière | Total sur la carrière | Total sur la carrière         | 2              | 0              | 0              | -             | 1             | 0             | 0             | 0       | 0       | 0       | 3     | 0     | 0     |

### Liste des matchs internationaux
| Matchs internationaux de Tsuyoshi Watanabe | Matchs internationaux de Tsuyoshi Watanabe | Matchs internationaux de Tsuyoshi Watanabe | Matchs internationaux de Tsuyoshi Watanabe | Matchs internationaux de Tsuyoshi Watanabe | Matchs internationaux de Tsuyoshi Watanabe | Matchs internationaux de Tsuyoshi Watanabe |
|                                            | Date                                       | Lieu                                       | Adversaire                                 | Résultat                                   | Compétition                                | Notes                                      |
| ------------------------------------------ | ------------------------------------------ | ------------------------------------------ | ------------------------------------------ | ------------------------------------------ | ------------------------------------------ | ------------------------------------------ |
| 1                                          | 14 décembre 2019                           | Busan Gudeok Stadium, Busan, Corée du Sud  | Honk Kong                                  | 5 - 0                                      | Coupe d'Asie de l'Est 2019                 |                                            |

## Palmarès

### En club
|  |  | FC Tokyo - Coupe de la Ligue japonaise - Vainqueur : 2020 |